# Brest pendant la Seconde Guerre mondiale
Le 19 juin 1940, les troupes allemandes entrent dans Brest. Après 1 553 jours d'occupation et un siège de 43 jours, la ville sera libérée le 18 septembre 1944. Brest aura vécu quatre années de désastres, subissant 165 bombardements (et 480 alertes) de la part des Alliés, en raison de sa position stratégique. Ces bombardements firent 965 morts et 740 blessés graves.
En 1944, 200 immeubles, seulement, étaient encore debout, dont quatre dans le centre-ville.
Environ 60 Brestois furent fusillés, 146 furent déportés et 371 ont péri dans l'explosion de l'abri Sadi-Carnot.

## 1940
12-23 avril
Brest est au début de la Seconde Guerre mondiale un grand port de guerre et joue un rôle essentiel dès le début de la guerre en servant de port d'embarquement, du 12 avril au 23 avril 1940, au Corps expéditionnaire français de Narvik,.
20 mai-4 juin
Lors de la bataille de France, et plus particulièrement durant la bataille puis l'évacuation de Dunkerque du 20 mai au 4 juin 1940, Brest fournit une nombreuse flottille chargée de transporter les troupes françaises hors de la poche, dont une très grande partie débarque à Brest afin de reprendre le combat.
30 mai-14 juin
Du 30 mai au 14 juin, 60 convois de chemin de fer quittent Paris et arrivent dans le port breton par chemin de fer chargé de l'or de la Banque de France. L'or est ensuite transporté, par camions, au fort de Portzic.
12-15 juin
Du 12 au 15 juin, le projet du réduit breton pour permettre de continuer la lutte sur le territoire français est étudié.
14 juin
Le 14 juin, le port militaire, et plus particulièrement le bassin no 9 de Laninon, est bombardé par l'aviation allemande qui cherche à atteindre, sans succès, le cuirassé Richelieu qui avait été mis à l'eau le 17 janvier 1939.
15 juin
Le 15 juin, dans la soirée, le général de Gaulle, alors sous-secrétaire d'État à la Guerre et à la Défense nationale dans le gouvernement Reynaud quitte Brest à bord du contre-torpilleur Milan et débarque à Plymouth le 16 juin au matin.
16-26 juin
Du 16 au 26 juin, durant l' opération Aerial, le général Faury décide de faire évacuer à partir de Brest, Nantes, Saint-Nazaire, La Turballe, Le Croisic, La Pallice et autres ports les officiers des centres d'instruction et les soldats polonais combattant sur le sol de France. Sur 80 000 hommes, 27 000 parvinrent à rejoindre l'Angleterre, 8 000 hommes affectés à la brigade du Levant passèrent de France en Syrie française, puis en Palestine britannique, et les brigades du général Maczek et aérienne polonaise parvinrent également à s'échapper. 33 000 soldats polonais furent faits prisonniers et 13 000 passèrent en zone libre.
16 juin
Le 16 juin, l'amiral Brohan met à disposition 5 paquebots, dont Ville d'Oran, El Mansour, El Kantara, El Djezaïr et Ville d'Alger afin d'évacuer l'or de la banque de France pour qu'il ne tombe pas aux mains de l'envahisseur. Le transport de l'or entre le fort de Portzic et les navires commence immédiatement.
17 juin
Le 17 juin, les unités allemandes ont atteint la Loire et pénétré profondément en Bretagne afin d'atteindre le port de Brest le plus rapidement possible. Les troupes anglaises embarquent précipitamment, laissant derrière elles un énorme stock de matériel.
Dès l'aube, le transport de l'or reprend de plus belle sous les bombardements de l'aviation allemande qui s'intensifient au cours de la journée.
18 juin
Le 18 juin, les bombardements allemands continuent. Tous les navires en état de prendre la mer, prennent la direction de l'Angleterre à l'exception des navires de haute mer qui prennent la direction de l'Afrique. Des files de soldats anglais gagnent à pied les quais d'embarquement après avoir abandonné et cassé leurs véhicules et leur matériel, la population civile fuyant également, à pied.
Le Richelieu, achevé à 90 %, appareille pour Dakar avec 250 obus de 380 mm, et 48 charges de poudre pour son artillerie principale. À 19 h, la flottille du contre-amiral Jean-Emmanuel Cadart, composée des cinq paquebots et cargos qui transportent l'or français, polonais et belge escortés des contre-torpilleurs Milan et Épervier, ainsi que du croiseur auxiliaire Victor Schœlcher quitte Brest. Après une escale à Casablanca du 21 au 24 juin, le convoi atteint Dakar le 28 juin.
Ne pouvant pas appareiller, le torpilleur Cyclone,, le patrouilleur-aviso Étourdi, le patrouilleur auxiliaire Mouette, les dragueurs auxiliaires Trouville, Roche Noire et Flamant et les sous-marins Agosta, Achille, Ouessant et Pasteur se sabordent, ainsi que le pétrolier Dordogne, le croiseur auxiliaire Alexis de Tocqueville, les avisos Aisne, Oise, Laffaux et Lunéville, la canonnière-cuirassée le Refuge, les croiseurs cuirassés Waldeck-Rousseau, Montcalm et Gueydon (navire), le ponton Armorique, et l'ancien dragueur-canonnière Impétueuse,. D'autres ont été sabotés comme les mouilleurs de filets, Victorieuse, Prévoyante et Titan, plusieurs remorqueurs dont Athlète et Lutteur et des cargos comme le Saint Palais et le Brest.
Les installations du port sont sabotées, ainsi les citernes de mazout, les réservoirs d'essence, les stocks de munitions sautent et le matériel militaire rendu inutilisable. 400 000 litres de carburant sont incendiés dans le port de commerce, bloquant, pour quelques jours, les troupes motorisées allemandes.
19 juin
Le 19 juin, la 5e Panzerdivision, partie le 13 juin de Saint-Valery-sur-Somme et passant par Alençon, entre en Bretagne et capture Morlaix à 9 h 45 et Brest dans la soirée.
20 juin
Le 20 juin, les troupes allemandes effectuent un grand défilé militaire dans les rues de Brest pour fêter leur victoire.
La Kriegsmarine fait remettre en état la base navale, qui est d'une importance capitale pour accueillir les bâtiments de guerre de surface et pour les opérations contre l'Angleterre.
20-25 juin
Du 20 au 25 juin, l'administration allemande installe dans la ville une administration civile, la Kreiskommandantur, dans la caserne Guépin, et une Kommandantur militaire, l'Ortskommandantur, à l'hôtel Moderne,. Le drapeau nazi flotte sur tous les édifices occupés. La zone interdite est mise en place et Brest est incluse dans celle-ci. La liberté de circulation y est désormais très restreinte, le couvre-feu est instauré de 23 h à 5 h et il faut un laissez-passer (ausweis) pour se déplacer et entrer ou sortir de la ville.
22 juin
Le 22 juin, le capitaine de vaisseau Jean-Baptiste Lucien Le Normand est nommé directeur de l'arsenal de Brest par l'amiral allemand Lothar von Arnauld de La Perière.
Juillet
Les premières alertes et les premiers bombardements aériens ont lieu en juillet 1940. Brest subit 165 bombardements et près de 600 alertes de juillet 1940 au 7 août 1944. Le bilan fait état de 400 morts, 550 blessés et 2 000 immeubles détruits ou endommagés. 
Août
Louis Élie, un entrepreneur de 35 ans, désireux de poursuivre le combat, crée dès l'appel du 18 Juin, un groupe de résistance connu sous le nom de Groupe Élie. À la fin du mois d'août, le réseau compte plus d'un millier de partisans. Parmi les nombreux groupes qui voient le jour ou qui œuvrent à Brest : Confrérie Notre-Dame Castille, Alliance, Jade-Fitzroy, Défense de la France, Libération-Nord… Au fur et à mesure de l'occupation, les groupes de résistances, s'organisent et les Résistants FFI et FTP s'attaquent aux soldats allemands mais également aux policiers français compromis dans la collaboration, effectuant par la suite des opérations de sabotage.
16 août
Les confédérations ouvrières CGT et CFTC, ainsi que la confédération patronale CGPF, sont dissoutes en application de la loi du 16 août 1940. Les syndicalistes sont pourchassés, emprisonnés et pour certains d’entre eux déportés. Des organisations, dissoutes, maintiennent une certaine action syndicale clandestine.
17 août
Des avions anglais apparaissent, la flak se déchaine.
22 août
Le U-65, est le premier sous marin à entrer dans Brest.
Septembre
On dénombre 4 alertes aériennes. Dès les premières alertes, la population civile a d'abord utilisé les caves des maisons comme abris. Puis elle a aussi utilisé les caves des écoles, les poternes, les souterrains sous les fortifications et même un aqueduc datant de Vauban sous les fortifications à Recouvrance. Début de la construction de la base sous-marine allemande de Brest. À la mi-septembre, le groupe Élie est désormais une organisation de résistance structurée.
13 septembre
La flak allemande entre en action.
20 septembre
Le 20 septembre 1940, 5 destroyers entrent dans Brest et s'y amarrent. 4 alertes dans la journée ; l'aviation anglaise bombarde, entre autres, le dépôt des machines de la gare.
25 septembre
La RAF bombarde la ville à 3 reprises causant de nombreux dégâts dans le quartier de Saint-Marc et faisant des victimes civiles.
Octobre
Plusieurs cinémas de Brest sont fermés par l'occupant à la suite de sifflets des spectateurs lors des actualités allemandes.
20 octobre
Les cartes d'alimentation sont généralisées pour l'ensemble des denrées.
Novembre
En novembre on dénombre 8 alertes aériennes.
Décembre
En décembre on dénombre 11 alertes aériennes
Le groupe Élie dispose de 250 révolvers.

## 1941
1er janvier
Un commando de 5 hommes du groupe Élie tuent deux soldats allemands et récupèrent leurs 2 mitraillettes. Plusieurs attaques, de patrouilles, se succédont jusqu'en avril.
Nuit du 4 au 5 janvier
53 avions de la RAF bombardent des navires allemands.
Nuit du 5 au 6 janvier
12 Handley Page Hampden anglais larguent des mines dans la rade.
12 janvier
La DCA allemande entre en action contre 26 avions de la RAF qui bombardent les installations allemandes. En raison du rationnement le prix des denrées s'envole : 1 œuf est vendu 3,25 francs, le litre d'huile coûte 120 francs et le kilo de beurre se trouve à 90 francs.
16 janvier
Malgré les chutes de neige à Brest, les avions anglais effectuent un nouveau raid.
26 janvier
Deux sacs d’ordures sont déversés dans des réserves de farine de la Wehrmacht.
Février
En février, Jean Philippon est contacté par le colonel Rémy. Devenu membre de la confrérie Notre-Dame (CND) il fournit un grand nombre de renseignements précieux. Le groupe Élie rejoint également la CND.
1er février
Le croiseur lourd allemand Admiral Hipper appareille pour une sortie dans l'Atlantique. Les Anglais bombardent à nouveau Brest. La DCA touche un des appareils qui s’abat vers Plouescat.
Nuit du 2 au 3 février
12 Handley Page Hampden de la RAF bombardent les navires allemands.
Nuit du 3 au 4 février
Une formation de 7 Vickers Wellington britannique larguent des mines marines dans la rade.
Nuit du 4 au 5 février
Une formation de Vickers Wellington bombardent des navires allemands ; un coup direct sur un croiseur revendiqué.
Nuit du 24 au 25 février –
Une formation de 57 appareils de la RAF, composée de 30 Vickers Wellington, 18 Handley Page Hampden, 6 Avro Manchester, 3 Short Stirling bombardent des navires allemands.
25 février
Après avoir coulé un cargo isolé du convoi HG 53, intercepté le convoi non escorté SLS 64, qui comprenait 19 navires marchands, le croiseur lourd allemand Admiral Hipper est de retour à Brest.
28 février
Le groupe Élie échoue dans la destruction d'une batterie de D.C.A..
Mars
L'Organisation spéciale du port de Brest tue trois Allemands et les immerge.
3 mars
Une formation de 54 avions de la R.A.F bombarde les navires allemands vers 5 heures. À 7 heures, nouvelle alerte puis à 22h30. Les communes avoisinantes de Brest ont également reçu des bombes lors de ces raids.
5 mars
Le croiseur lourd Admiral Hipper quitte Brest pour Kiel.
18-19 mars
Dans la nuit du 18 au 19 mars, neuf prisonniers s'évadent de la prison de Pontaniou.
22 mars
De retour de l'opération Berlin, le Scharnhorst et le Gneisenau arrivent dans la rade de Brest au petit matin, pour subir de lourdes réparations. Désormais le but stratégique de la Royal Air Force est de détruire les 2 croiseurs de bataille allemands. Les bombardements sur Brest s'intensifient alors et la population civile connait un véritable enfer.
Nuit du 29 au 30 mars
Une formation de 14 Handley Page Hampden largue des mines dans la rade mais perd 1 appareil.
Nuit du 30 au 31 mars
93 avions de la RAF, attaquent les croiseurs lourds. Aucun coup au but. Les bombes s’abattent sur la ville de Brest, tuant 5 personnes.
Avril
Fin avril, début mai, 14 personnes sont condamnées à mort par le tribunal militaire de Brest,.
Le journal communiste La Bretagne ouvrière, paysanne et maritime est distribué, sous le manteau. La répression suit.
3 avril
90 avions de la RAF bombardent les navires allemands. La DCA allemande abat 2 avions.
4 avril
Dans la nuit du 4 avril, un incendie ravage l'hôtel Continental, situé place de la Tour d'Auvergne, qui illumine Brest comme en plein jour. Un grand banquet y est organisé en l'honneur des officiers du Scharnhorst et du Gneisenau. Il est incertain si l'incendie est dû à une bombe placée par le réseau Élie ou un raid que le 5e Bomber Group (en) effectue pour bombarder les deux cuirassés,.
5 avril
12 avions prennent pour cible le Gneisenau, qui est touché, mais deux avions sont abattus.
6 avril
2 Bristol Beaufort du Coastal Command en « promenade » attaquent le Gneisenau qui est touché au but par une torpille. Le navire gîte à tribord, l'obligeant à une immobilisation de six mois pour réparation. Toutefois les deux bombardiers-torpilleurs sont abattus.
Nuit du 6 au 7 avril
Nouvelle attaque anglaise de 47 bombardiers contre le Gneisenau qui regagne dans la journée du 7 avril le bassin no 8.
Nuit du 10 au 11 avril
53 appareils attaquent à nouveau le Gneisenau alors qu'il est à quai. Bilan : le croiseur lourd reçoit quatre bombes, qui font 60 morts et 90 blessés, mais un Vickers Wellington est abattu.
Nuit du 12 au 13 avril
Le Gneisenau est à nouveau l’objectif de 37 bombardiers.
Nuit du 14 au 15 avril
Nouveau bombardement de 94 bombardiers ciblant le Gneisenau. En raison des nuages épais les bombardes s'éparpillent : 5 bombes touchent l’Hospice civil qui abrite 262 hospitalisés dont 25 enfants et le quartier du « Champ de Bataille », près de la place Wilson, est dévasté.
30 avril
3 résistants du groupe Élie attaquent 4 soldats. Un résistant est blessé, capturé et torturé. La Geheime Feldpolizei arrête les membres du réseau qui sont enfermés dans la prison du Bouguen avant d'être envoyés à la prison de Fresnes, en attendant leur procès le 8 novembre.
Juin
La 1. Unterseebootsflottille prend ses quartiers à Brest
2 juin
2 juin : Le croiseur lourd Prinz Eugen arrive à Brest.
19 juin
Un tract incite les Brestois à mettre un linge noir aux fenêtres.
4 juillet
Les Allemands font sauter le monument américain situé cours d'Ajot.
24 juillet
Le Bomber Command effectue un bombardement massif de la ville et du port militaire en particulier. Le résultat est négligeable d'un point de vue militaire, mais 75 civils meurent sous les bombes.
24 août
La Flak allemande s'est renforcée et comporte 333 canons antiaériens : 100 lourds, 84 moyens et 149 légers
11 septembre
En représailles de l'attitude rebelle de la population brestoise, le commandement allemand instaure une couvre-feu entre 20 h et 6 h du matin. 
13 septembre
Le 13 septembre la première partie de la base sous-marine est terminée. L'U-372 l'inaugure.
18 septembre
La ville de Brest et sa banlieue sont bombardées.
20 septembre
Albert Rolland participe à l'attentat du Gasthaus, un cercle pour les officiers de la Kriegsmarine, qui fait un nombre élevé de morts et de blessés.
26 septembre
Nouveau bombardement de la ville.
29 septembre
Albert Rolland est arrêté à son domicile, parmi une quarantaine de personnes par les policiers du Service de police anticommuniste (SPAC) pour « activité communiste ».
Octobre
En réponse à une nouvelle exécution d'otages, une grève est évitée de justesse, empêchant des représailles de l'occupant. Les premiers tracts avec inscriptions gaullistes et communistes apparaissent dans la ville. Durant un bombardement, un officier allemand est abattu.
8 novembre
Début du procès des membres du groupe de résistance Élie à hôtel Continental, rue de Castiglione à Paris.
22 novembre
Le 22 novembre, 11 membres du groupe Élie sont condamnés à mort, 20 sont condamnés à des peines de réclusion allant de 5 à 15 ans. Le 10 décembre, les 11 membres condamnés à mort (Joseph Prigent, Louis Stéphan, François Quéméner, Georges Bernard, Robert Busillet, Louis Élie, René Gourvenec, Roger Groizeleau, Albert Muller, Roger Ogor) sont fusillés à la Forteresse du Mont-Valérien,
Entre le 10 décembre et le 20 janvier 1942, 37 % des sorties du Bomber Command ont été effectuées contre les navires allemands à Brest.
30 décembre
Le 30 décembre, le maire Victor Le Gorgeu qui avait refusé de donner les pleins pouvoirs constituants à Philippe Pétain est révoqué. Il s'engage alors dans la lutte clandestine et rejoint l'Organisation civile et militaire.

## 1942
février
Les sabotages et attentats redoublent à l'arsenal de Brest
2 février
Après avoir révoqué le maire de Brest, Victor Le Gorgeu, le gouvernement de Vichy dissout la municipalité de Brest et la remplace par une délégation spéciale de 9 membres dirigée par Victor Eusen, maire de Saint-Pierre-Quilbignon. Celui-ci fut ce même jour arrêté par la Gestapo et interné à Fresnes, à la suite d'une lettre anonyme le dénonçant comme agent de l'Angleterre. Il fut libéré un mois plus tard.
11 février
Le 11 février les croiseurs de bataille Scharnhorst et le Gneisenau et le croiseur lourd Prinz Eugen appareillent de Brest de nuit. C'est l'opération Cerberus. Sous le commandement de l'amiral Ciliax et escortés par 6 destroyers, 14 torpilleurs et 32 vedettes lance-torpilles, les trois grands navires de ligne allemands, purent sans encombre retourner à Wilhelmshaven, en Allemagne en passant par la Manche et le pas de Calais sans qu'aucune résistance efficace ait pu y être opposée. Avec le départ des navires allemands, les bombardements sur Brest cessent. Ils reprennent dès novembre 1942 contre la base sous-marine. Ceux-ci ont fait plus de 300 morts et causé d'importants dégâts dans la ville sans pour autant avoir infligé des dommages significatifs aux objectifs militaires.
20 mars
Le 20 mars l'arrivée de l'U 213 marque le début de l'utilisation de Brest par la 9e flottille de sous-marins allemands comme base.
Printemps 1942
Projet allié de débarquement à Cherbourg ou Brest sous le nom d'Opération Sledgehammer (en). Celui-ci fut abandonné après l'échec du débarquement de Dieppe le 19 août 1942.
Juin-juillet
Début de la construction de grands abris souterrains dont l'abri Sadi-Carnot et l'abri Wilson-Suffren.
22 août
Le 22 août 1942, une directive de Sauckel précise qu'il faut désormais recourir au recrutement forcé en instaurant le Service du travail obligatoire (STO). Les rafles se multiplient, les Brestois et en particulier la jeunesse brestoise, décident alors d'emprunter la voie de la Résistance au lieu de la voie de la collaboration. Le Mouvement social révolutionnaire, la Légion des volontaires français, le Parti populaire français ou les nationalistes bretons n'arrivent à recruter qu'une poignée d'extrémistes. Le mécontentement gagne, favorisant les mouvements de résistance.
18 septembre
Bombardement allié
28 septembre
Nouveau bombardement anglais
Octobre
De nouveaux bombardements ont lieu.
15 octobre
Les films américains et britanniques sont interdits.
Novembre
Après une accalmie des bombardements, ceux-ci reprennent de plus belle. La cible est désormais la base sous-marine de Brest. qui abrite les flottilles de U-Boot dont la tâche est confiée à l'USAAF. Les forteresses volantes déversent leurs bombes depuis plus de 5 000 mètres d'altitude sans plus de succès. Les raids sur la base sous-marine sont toujours aussi inefficaces que les précédents, si bien que les objectifs visés deviennent progressivement les dépôts de carburants et les voies de chemin de fer en employant la technique du tapis de bombes.
7 novembre
34 bombardiers prennent comme cible la base sous-marine. Il y aura 15 morts et 15 blessés parmi la population brestoise

## 1943
23 janvier
Bombardement allié sur la base sous-marine et le port de commerce qui fait une trentaine de victimes parmi la population civile.
3 février
En visite à Brest, l'ordonnance du maréchal Pétain fait un don de 5 000 francs pour les hospices.
9 février
Le 9 février, le sous-préfet Pierre Trouillé fait paraître un avis d'évacuation obligatoire des « non-indispensables ». À partir de cette date, les écoles sont fermées et on procède à l'évacuation d'environ 10 000 personnes. La population brestoise est estimée à 77 600 habitants
14 février
Dans la nuit du 13 au 14 février, nouveau bombardement durant lequel un avion anglais est descendu par la flak
16 février
Création du STO pour les jeunes âgés de 20 à 23 ans.
23 février
Nouveau bombardement allié.
27 février
Bombardement sur le port de Brest par le VIIIe Bomber Command (en) qui fait 44 victimes.
6 mars
15 B-24 de la RAF escortés de Spitfires larguent 40 tonnes de bombes sur la Recouvrance
5 avril
Bombardement anglais, visant plus particulièrement un pétrolier de la Kriegsmarine. Des bâtiments de l'arsenal sont endommagés et de gros dégâts sont à déplorer à Recouvrance et à Lambézellec.
1er mai
Une seconde évacuation de la population civile brestoise est ordonnée. La population brestoise est estimée à 49 700 habitants
août 1943
La population brestoise est estimée à 60 000 habitants

## 1944
Janvier-mai
Les liaisons ferroviaires Paris à Brest sont régulièrement touchées. La Compagnie FTP de Plouaret effectue 24 sabotages durant cette période.
26 février
Le 26 février, le sous-préfet Pierre Trouillé est nommé préfet de la Corrèze par le gouvernement de Vichy.
22 mars
L'occupant effectue de nombreuses recherches afin de localiser les postes émetteurs clandestins et fait de nombreuses arrestations.
26 mars
Attentat contre l'amiral Jean-Baptiste Lucien Le Normand à Poul ar velin.
5 juin
Début des opérations SAS en Bretagne permettant d'isoler Brest.
6 juin
Avant pendant et après le débarquement allié en Normandie, les Résistants FFI et FTP s'attaquent aux soldats allemands mais également aux policiers français compromis dans la collaboration. Les sabotages ferroviaires s'amplifient isolant ainsi Brest et fixant ainsi de nombreuses troupes allemandes dans la ville.
7 août

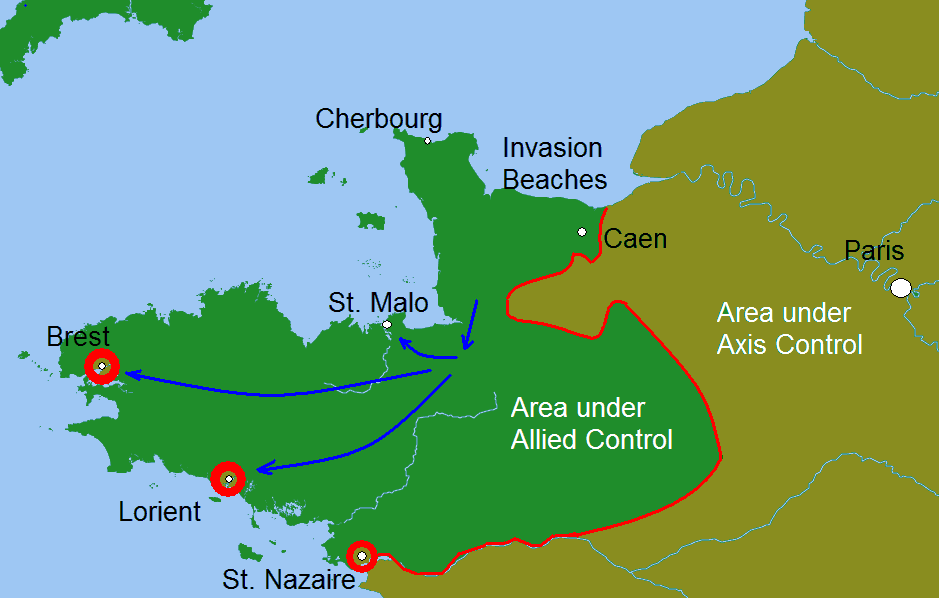
Le nord-ouest de la France, à mi-août 1944. Les Alliés préparent la Libération de la Bretagne et avancent vers Paris. Les flèches bleues figurent l’avancée vers Brest et les autres ports de la façade atlantique.

Le 7 août, le VIIIe corps d'armée des États-Unis, dirigé par le général Troy Middleton arrive à Brest et engage la libération de la ville. La garnison est composée par 40 000 Allemands et renforcée de la Fallschirmjäger-Brigade Ramcke. Une première évacuation de civils a lieu. Les Américains utilisent toutes leur puissance de feu disponible. Outre l'artillerie terrestre et celle du HMS Warspite, les bombardiers de l'USAAF effectuent plus de 300 missions durant le siège (du 7 août au 18 septembre 1944) larguant plus de 1 000 tonnes de bombes, explosives, au phosphore ou au napalm. Le pétrolier Spichern (de) qui avait ravitaillé en pleine mer le Bismarck en 1941, est coulé par l'US Air Force
12 août
Le général Ramcke prend le commandement de la festung (forteresse) Brest. Une seconde évacuation de civils a lieu. Au total 40 000 civils sont évacués, il ne reste que 2 000 à 2 500 Brestois dans la ville.
De 60 000 habitants en août 1943 la population brestoise est passée à 23 000 avant que Brest ne devienne une ville fantôme avec 2 000 habitants environ. Elle se repeuple après sa libération passant de 60 000 en décembre 1944 puis 75 000 en 1946.
4 septembre
Le 4 septembre, le U-256 de la 9. Unterseebootsflottille quitte Brest quelques jours avant la reddition des troupes allemandes de Brest.
9 septembre
Dans la nuit du 8 au 9 septembre, une explosion de l'abri Sadi-Carnot, dont l'origine reste indéterminée, cause la mort de 371 Français et de 500 à 600 Allemands carbonisés d'un seul coup.
19 septembre
Le 19 septembre, après 43 jours de combats, le général Middleton reçoit la reddition des Allemands, qui ont préalablement saboté les installations portuaires.
20 septembre
Le général Middleton remet officiellement la ville à Jules Lullien. La ville est détruite à 75 % et plus de 600 civils ont trouvé la mort durant le siège. 
Ravagée par 4 années de guerre, la ville désertée reprend vie peu à peu. Les habitants réfugiés rentrent et rebâtissent de nouvelles maisons sur les décombres. Toutefois cette reconstruction est longue en raison des nombreuses bombes présentes sur le sol brestois.
Le 7 septembre 1960, le général de Gaulle remet la médaille de la Résistance à la ville.

### Sources et bibliographie
- Luc Braeuer et Benoît Senne, U-Boote ! Brest - 1940-1942, la tanière des 1re et 9e flottilles
- François Broc'h, J'avais des camarades
- Patrick Galliou, Histoire de Brest
- Robert Dumas, Le cuirassé « Richelieu » 1935-1968, Rennes, Marine Éditions, 2001, 125 p. (ISBN 2-909675-75-0)
- Claude Huan, Les Sous-marins français 1918-1945, Rennes, Marines Éditions, 2004, 240 p. (ISBN 978-2-915379-07-5)
- Eric Rondel, La Bretagne bombardée, 1940-1944